# Johann Högelmüller
Johann Högelmüller (Beč ) - austrijski poručnik, koji je službovao u Dalmaciji između 1843. i 1845. Kao slikar amater izradio je 24 vedute dalmatinskih gradova.

Kao austrijski poručnik 1843. bio je u zapovjedništvu Petog lovačkog bataljuna u Splitu. U Splitu je proboravio oko dvije godine. Obavljajući zadaće austrijskog časnika, često je putovao po Dalmaciji i Crnoj Gori. Kao slikar amater crtao je krajeve i gradove u kojima je boravio ili kroz njih prolazio.
Na temelju Högelmüllerovih crteža, a ima ih 24, V.X.Saudmann načinio je litografije koje je otisnuo L.T. Neumann oko 1847. Litografije su najprije objavljene u sveščićima, a onda su objedinjene u mapu pod nazivom „Sjećanje na Dalmaciju” (izvorno: Erinnerungan Dalmatien), izdane u Beču 1845. godine. Mapa sadržava vedute koje prikazuju: Zadar,  Knin, Sinj, Kaštel Lastvu (Crna Gora), Obrovac, Šibenik, Split (dva prikaza i posebno Peristil), Šibenik i Tvrđava s. Nikole, Trogir, Dubrovnik (dva prikaza), Grab, Cavtat, Hvar, Imotski, S.Stefan, Omiš, Kotor, Samostan Stanjevići iznad Budve, župnu crkvu u Dobroti i Miločer.
Högelmüllerova mapa s hvalospjevom je dočekana u Danici Horvatsko-slavonsko-dalmatinskoj 1847. i inspirirala autora prikaza F.C.Weidmanna za jedan od prvih tekstova onog što danas zovemo turističkom promidžbom.
Duško Kečkemet je u Akademijinu radu 32 (1990.) objavio cjelovit prikaz Högelmüllerove mape „Sjećanje na Dalmaciju”: Högelmüllera su kao stranca u prvom redu zanimali slikovitost predjela, stari spomenici i građevine, folklorni motivi, pa je često upadao u romantiku, čak i u egzotiku. Ovi su krajevi tada i bili nekom Bečaninu egzotični, neotkriveni, pustolovni, s hajducima, gusarima i tragovima nedavnih stoljetnih turskih ratovanja. On točno i vjerodostojno slika gradove i pojedine građevine. Stoga su litografije dragocjeni dokumenti dalmatinskih gradova i pučke odjeće iz vremena, što je prethodilo prvim fotografijama. 

## Vanjske poveznice
- Dalmatinski portal, Dalmacija očima stranaca u XIX st.
- Digitalne zbirke Nacionalne i sveučilišne knjižnice u Zagrebu